# أندرياس جيرستير
أندرياس جيرستير (بالألمانية: Andreas Gerster)‏ هو لاعب كرة قدم ليختنشتاني في مركز الوسط، ولد في 24 نوفمبر 1982 في فادوتس في ليختنشتاين. شارك مع منتخب ليختنشتاين لكرة القدم. أما مع النوادي، فقد لعب مع نادي فادوتس.

## وصلات خارجية
- أندرياس جيرستير على موقع الاتحاد الدولي (مؤرشف)  (الإنجليزية)
- أندرياس جيرستير على موقع قاعدة بيانات كرة القدم.إي يو (الإنجليزية)
- أندرياس جيرستير على موقع بيانات كرة القدم. دي إي (الألمانية)
- أندرياس جيرستير على موقع ناشيونال فوتبول تيمز (الإنجليزية)
- أندرياس جيرستير على موقع Soccerway.com (الإنجليزية)
- أندرياس جيرستير على موقع عالم كرة القدم.نت (الإنجليزية)